# Buddleja
Genre
Classification APG III (2009)
Le genre Buddleja regroupe une centaine d'espèces originaires d'Amérique, d'Afrique et d'Asie. Ce sont surtout des arbustes, plus rarement des arbres, des lianes ou des herbacées semi-ligneuses. Les feuilles sont en général opposées et les fleurs 4-mères.
On trouve la variante Buddleia pour le nom latin. Linné a créé le genre sous la forme Buddleja, qui doit être suivie. En français, on trouve buddleia ou buddleya.
Le nom du genre "Buddleja" est dédié au révérend Adam Buddle (1660-1715), un médecin pasteur et botaniste amateur anglais.

## Espèces
- Buddleja albiflora Hemsl..
- Buddleja alternifolia
- Buddleja americana L.
- Buddleja anchoensis Kuntze, Revis.
- Buddleja araucana Phil.
- Buddleja aromatica Remy, Ezechiel Jules
- Buddleja asiatica Lour.
- Buddleja auriculata Benth.
- Buddleja australis Vell.
- Buddleja cardenasii Standl. ex E. M. Norman
- Buddleja cordata Kunth in Humboldt, Bonpland & Kunth
- Buddleja coriacea Remy, Ann.
- Buddleja crispa Bentham
- Buddleja curviflora Hook. & Arn.
- Buddleja davidii Franch., buddleia du père David
- Buddleja delavayi Gagnep.
- Buddleja diffusa Ruiz & Pav
- Buddleja dysophylla (Benth.) Radlk.
- Buddleja farreri Balf. f. & W.W.Sm.
- Buddleja forrestii Diels
- Buddleja formosana Hatusima
- Buddleja globosa Lam.
- Buddleja glomerata H.L. Wendl.
- Buddleja hieronymi R. E. Fr.
- Buddleja incana Ruiz & Pav.
- Buddleja iresinoides (Griseb.) Hosseus
- Buddleja lindleyana Fort., buddleia de Lindley
- Buddleja madagascariensis Lam.
- Buddleja marrubiifolia Bendt., in DC.
- Buddleja montana Britton
- Buddleja nappii Lorentz voir B. araucana
- Buddleja oblonga Bendt., in DC.
- Buddleja parviflora Kunth in Humboldt, Bonpland & Kunth
- Buddleja sessiliflora Kunth
- Buddleja skutchii Mort.
- Buddleja soratae Kraenzl.
- Buddleja stachyoides Cham. & Schltdl.
- Buddleja tucumanensis Griseb.
- Buddleja utahensis Coville
- Buddleja x 'Bel Argent'